# Santa Maria de Ripoll
Het Klooster van Santa Maria de Ripoll is een benedictijner klooster, gebouwd in Romaanse stijl, in de stad Ripoll in de Spaanse autonome gemeenschap Catalonië.

## Geschiedenis
Het klooster werd gesticht in 888 door de graaf van Barcelona, Wifried de Harige. Hij gebruikte het klooster als centrum voor de herbevolking van de regio nadat hij die had veroverd. Zijn zoon Rudolf werd later hier abt voordat hij bisschop van Urgell zou worden. Het klooster groeide in de eerste tijd flink en moest enkele malen opnieuw geconsacreerd worden. Het klooster had ook een eigen kloosterschool en scriptorium. Een van de bekendste studenten aan de kloosterschool was de latere Paus Silvester II, die in het klooster in aanraking kwam met uit het Arabisch vertaalde werken. Het klooster werd ook het familiemausoleum van de graven van Barcelona en Besalú. Het Santa Maria de Ripoll had een paar dochterkloosters, waaronder de Abdij van Saint-Martin-du-Canigou en het klooster van Montserrat.
Tussen 1070 en 1169 was Santa Maria de Ripoll een dochterklooster van de Abdij Saint-Victor in Marseille. Het klooster zou tot aan de vijftiende eeuw een belangrijk religieus centrum in Catalonië blijven. Het verlies van haar centrale positie begon in 1402 toen het klooster van Montserrat zijn onafhankelijkheid van Ripoll verwierf. In 1428 werd het klooster beschadigd door een aardbeving, waarna het in gotische stijl werd herbouwd.
De bibliotheek en het archief van het klooster werden door een brand vernietigd in 1835, dit was nadat het klooster was geseculariseerd. Twaalf jaar later werd een deel van het klooster afgebroken, gevolgd door het abtenpaleis in 1856. Onder leiding van architect Elias Rogent werd begonnen met de herbouw van Santa Maria de Ripoll, en in 1896 werd de basiliek geconsacreerd. In 1931 werd het klooster verklaard tot cultureel erfgoed.

## Architectuur
De oorspronkelijke kloosterkerk was voorzien van een schip met vier gangpaden die overspanen werden door tongewelven die eindigden in vijf apsissen. Nadat de kerk werd voorzien van transepten kreeg de kerk er twee apsissen bij. In het transept waren de tombes van de graven van Barcelona en Besalú te vinden, waaronder Ramon Berenguer IV. Het portaal van de kloosterkerk is in de dertiende eeuw vervaardigd en is een typisch voorbeeld van de Catalaans-Romaanse beeldhouwkunst. Het klooster zelf kent meer middeleeuwse elementen dan de kerk. De onderste kloostergang is gebouwd tussen 1180 en de vroege vijftiende eeuw en de tweede gang dateert uit de vijftiende en zestiende eeuw. De kapitelen van de zuilen zijn vervaardigd door Pere Gregori en Jordi de Deu.

## Afbeeldingen

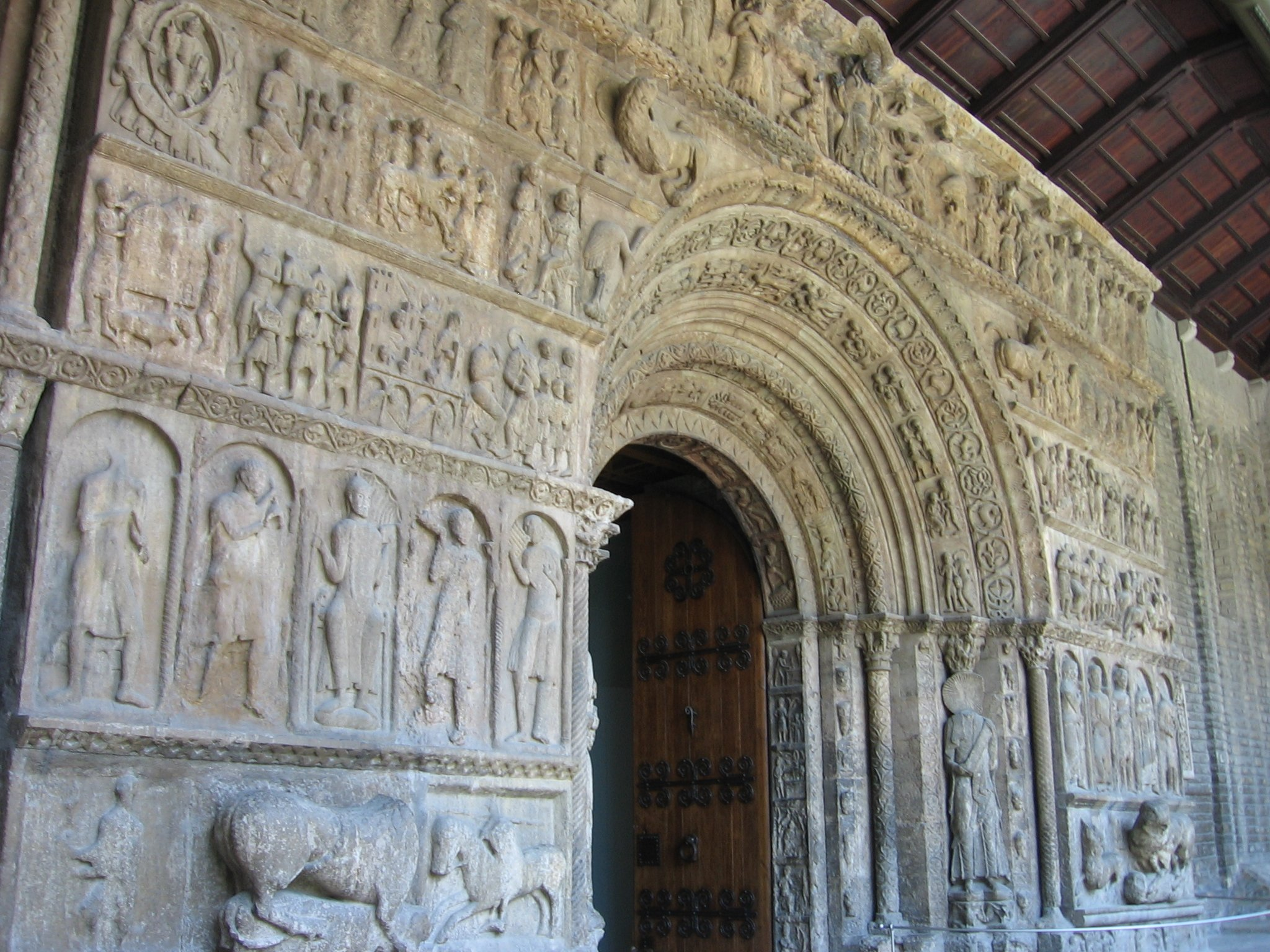
Het middeleeuwse portaal van de kerk
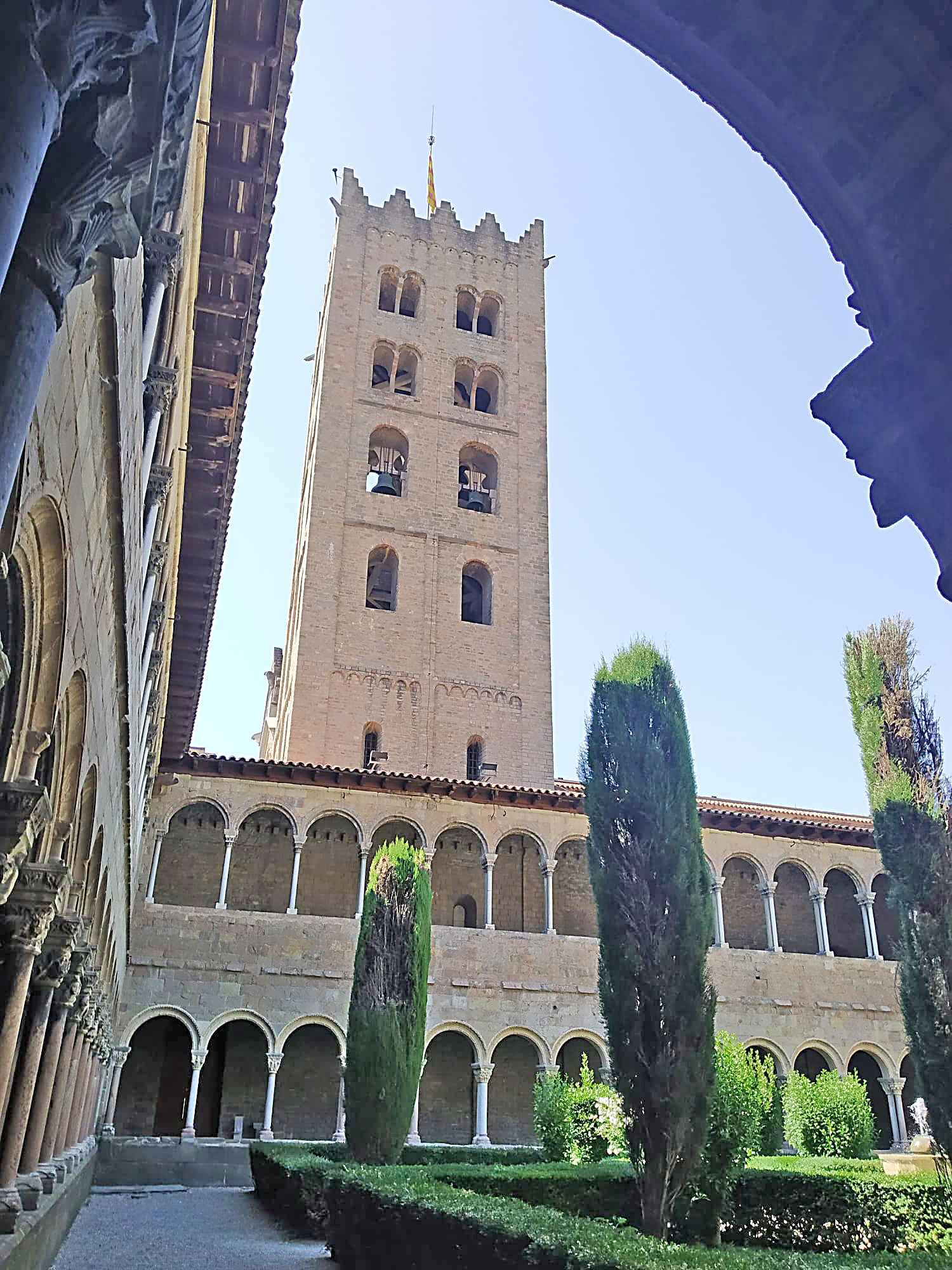
Kerktoren vanuit de kloostertuin gezien
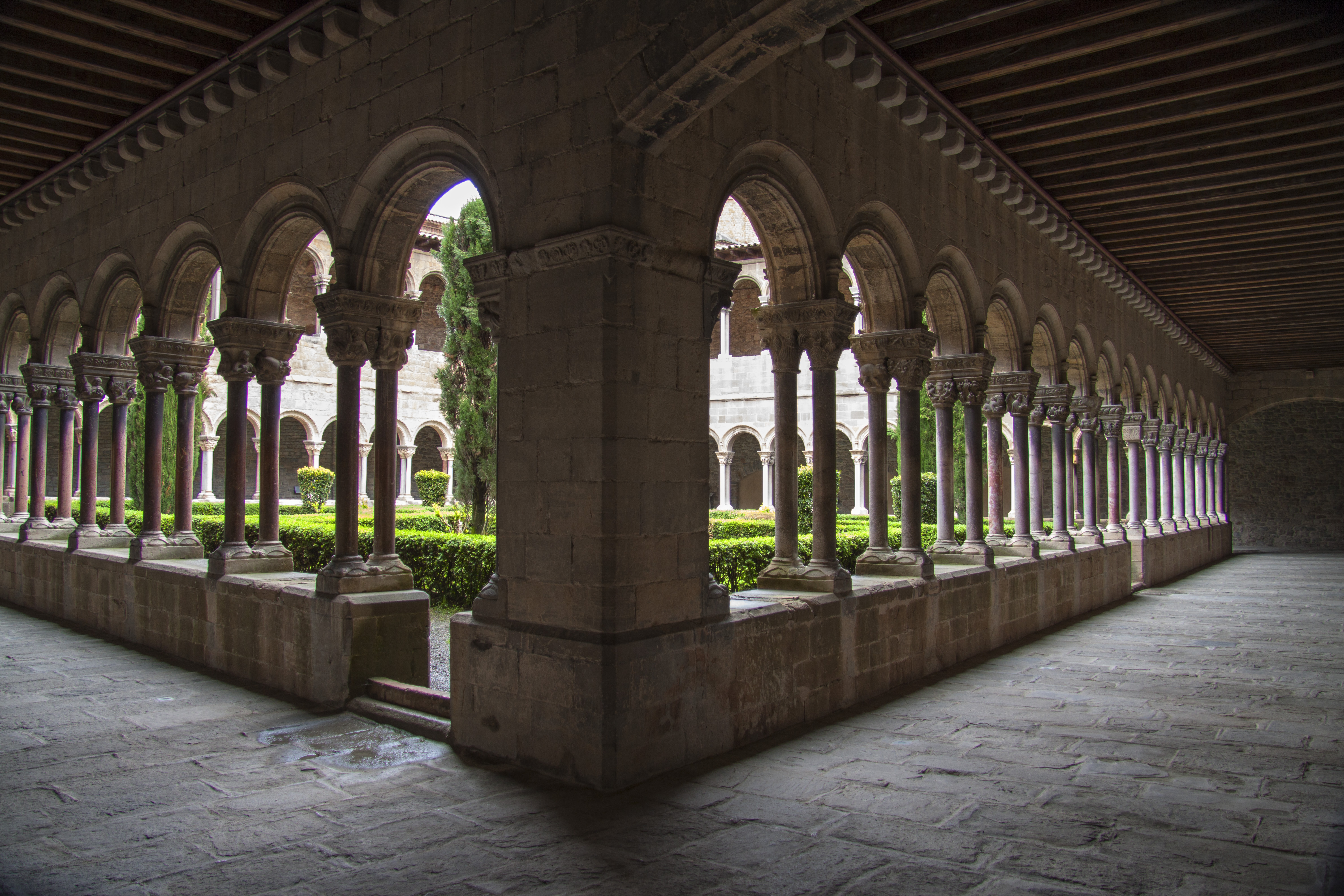
Kloostergang
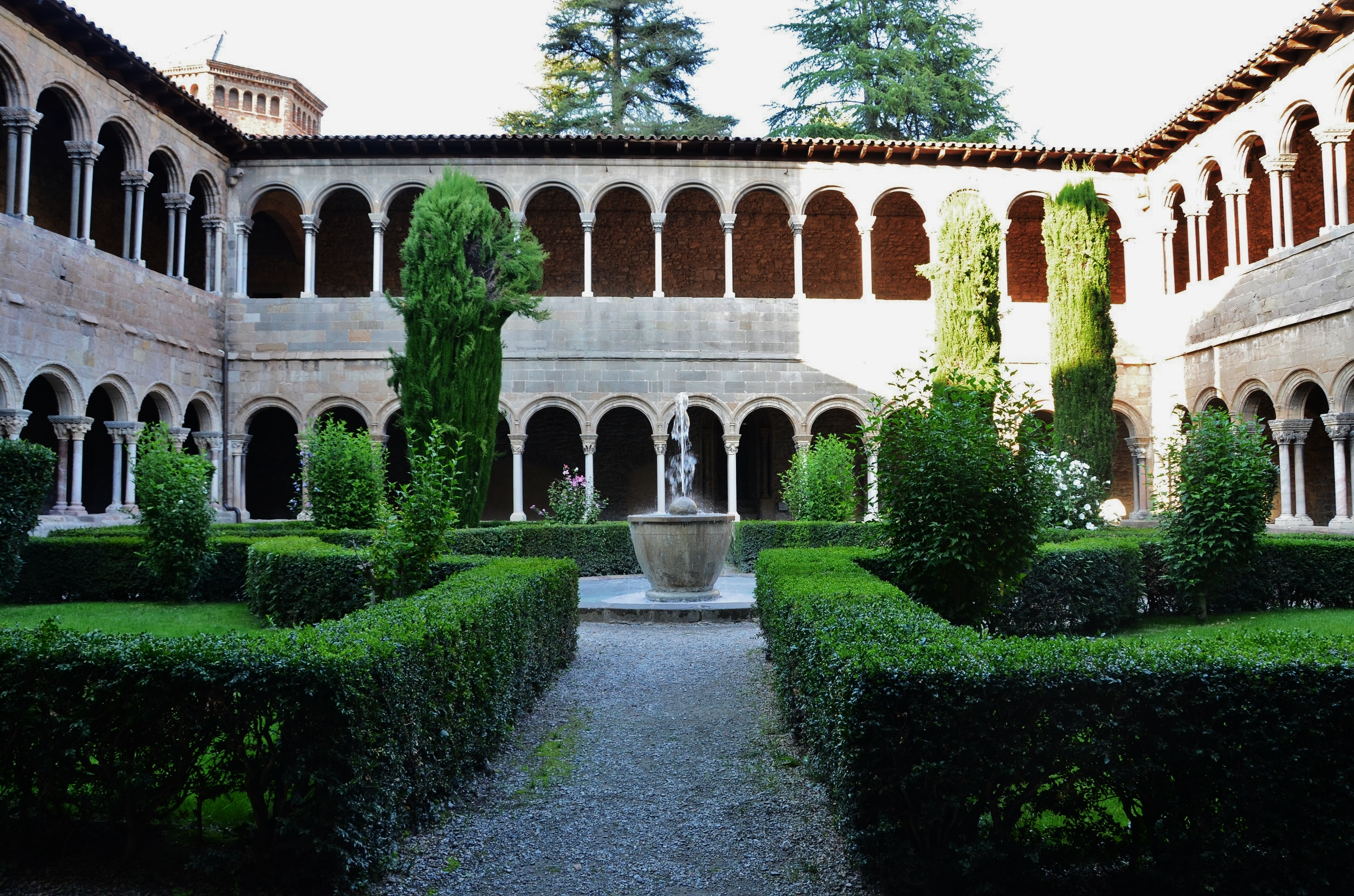
Kloostertuin
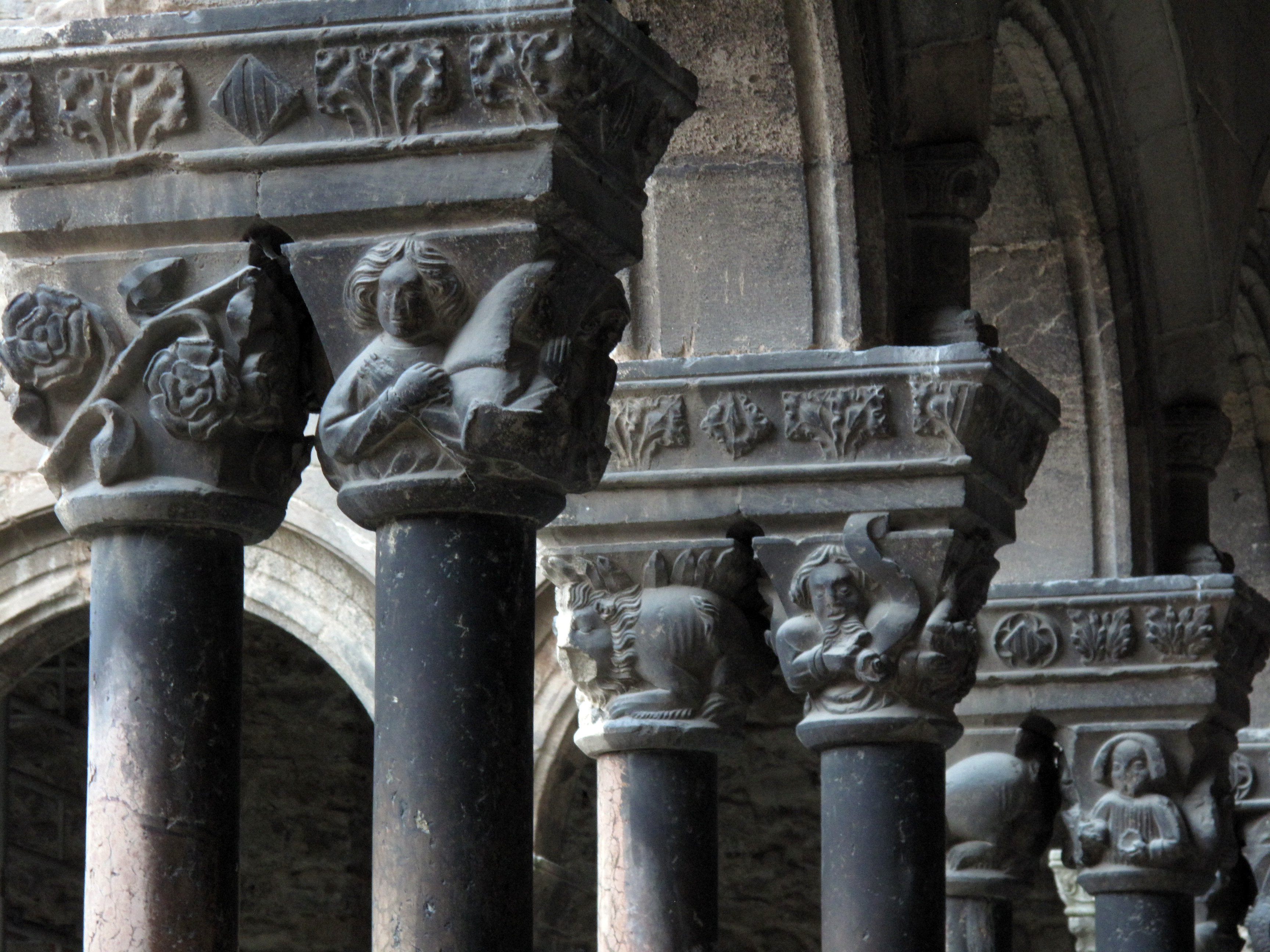
Kapitelen van de kloostergangzuilen